# Selenisa specifica
Selenisa specifica là một loài bướm đêm trong họ Erebidae.